# Vienna (Maryland)
Vienna es un pueblo ubicado en el condado de Dorchester en el estado estadounidense de Maryland. En el año 2010 tenía una población de 271 habitantes y una densidad poblacional de 773,89 personas por km².

## Geografía
Vienna se encuentra ubicado en las coordenadas 38°29′7″N 75°49′37″O / 38.48528, -75.82694.

## Demografía
Según la Oficina del Censo en 2000 los ingresos medios por hogar en la localidad eran de $34.886 y los ingresos medios por familia eran $46.250. Los hombres tenían unos ingresos medios de $28.542 frente a los $20.313 para las mujeres. La renta per cápita para la localidad era de $18.082. Alrededor del 0,0% de la población estaba por debajo del umbral de pobreza.